# Marc McDonell
Marc McDonell (ur. 2 sierpnia 1974 r.) – kanadyjski narciarz, specjalista narciarstwa dowolnego. Nigdy nie startował na mistrzostwach świata ani na igrzyskach olimpijskich. Najlepsze wyniki w Pucharze Świata osiągnął w sezonie 1993/1994, kiedy to zajął 67. miejsce w klasyfikacji generalnej.
W 1996 r. zakończył karierę.

## Sukcesy

### Puchar Świata

#### Miejsca w klasyfikacji generalnej
- 1993/1994 – 67.
- 1995/1996 – 127.

#### Miejsca na podium
1. Whistler Blackcomb – 8 stycznia 1994 (Jazda po muldach) – 3. miejsce